# Emil Lange (Fotograf)

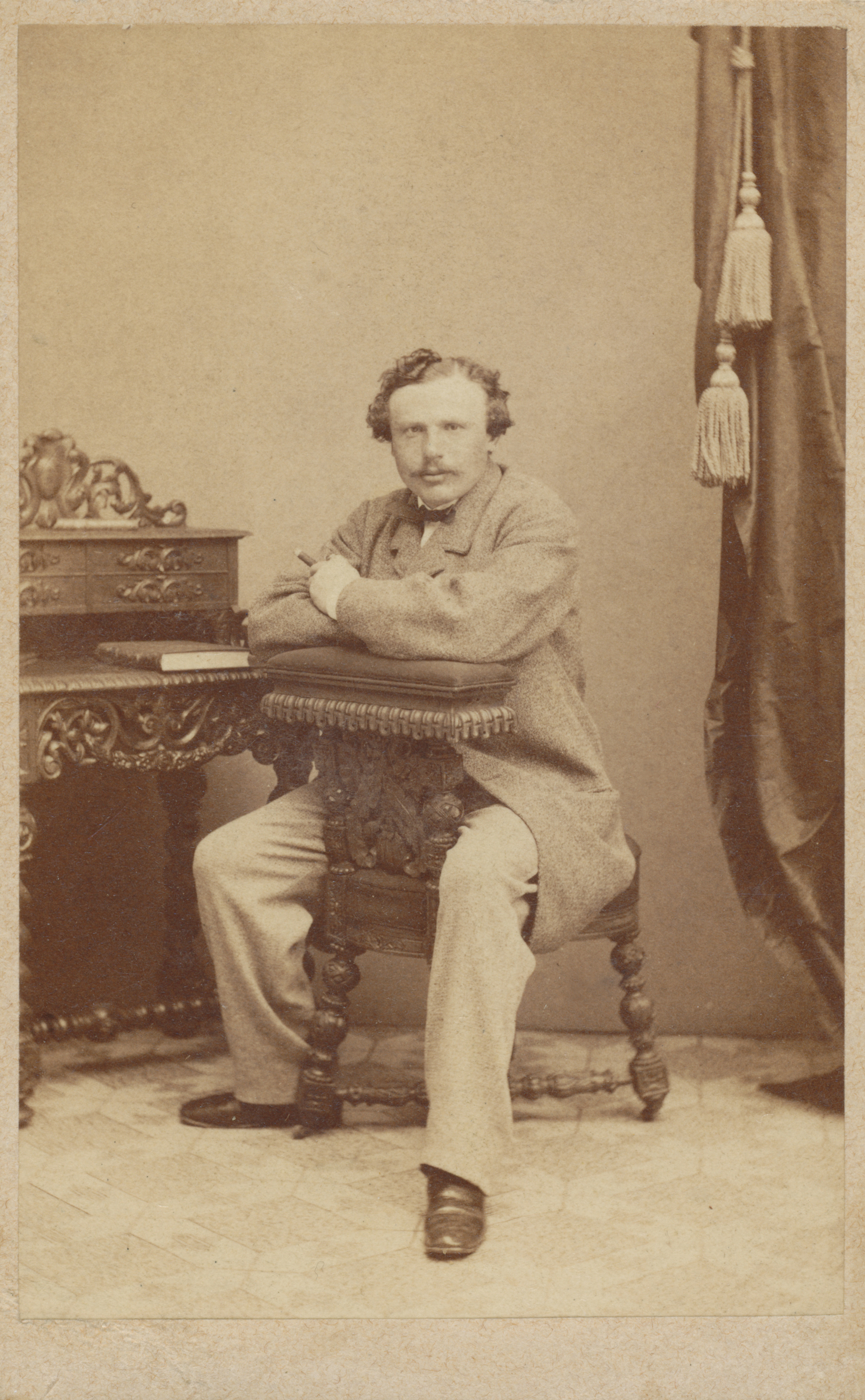
Emil Lange in seinem Atelier in der Østergade in Kopenhagen (1862)

Otto Hermann Emil Lange (* 11. Oktober 1825 in Magdeburg; † 1. Dezember 1899 in Berlin; auch bekannt als E. Lange) war ein Fotopionier und Wegbereiter der modernen Fotografie in Dänemark und wirkte in Kopenhagen.

## Leben
1849 eröffnete Lange ein Atelier für ‚Daguerreotyp-Licht-Portraits‘ und arbeitete als Wanderdaguerreotypist in Magdeburg und Umgebung. Im Jahr 1853 ging er nach Berlin und lernte als Schüler bei dem berühmten Fotografen Wilhelm Halffter.
1854 eröffnete er sein erstes Fotostudio in Kopenhagen. Nachdem die Carte de Visite-Fotografie an Popularität gewann und sich die außergewöhnliche Qualität von Langes Fotos herumsprach, nahmen auch Mitglieder der dänischen Königsfamilie seine Dienste in Anspruch. Lange fotografierte unter anderem König Friedrich VII., Kronprinz Christian, Prinzessin Alexandra und Prinzessin Dagmar, wodurch er zu einem Vorgänger der späteren königlich-dänischen Hoffotografen wurde.
Lange verwendete als einer der ersten Fotografen in Dänemark eine der neuesten Kameras, welche über vier Objektive und eine verschiebbare Plattenkassette verfügte. Dadurch konnten zwei mal vier Belichtungen auf einer Kollodium-Nassplatte vorgenommen werden, wodurch es möglich war, acht Porträts gleichzeitig auf einem Blatt Albuminpapier zu fixieren.
Lange gilt als einer der Wegbereiter der modernen dänischen Fotografie. Langes Leistungen würdigte auch der spätere dänische Hoffotograf Jens Petersen, der Emil Lange als Pionier des Kollodiumverfahrens in Dänemark beschrieb. Bei der Weltausstellung London 1862 wurde Lange eine Ehrung in der Klasse XIV. „Photographic Apparatus and Photography“ verliehen.
Aufgrund zunehmender fotografischer Konkurrenz in Dänemark und wegen des sich anbahnenden Deutsch-Dänischen Krieg zog Lange Ende des Jahres 1863 zurück nach Deutschland und übergab sein Studio. 1864 heiratete Lange in Magdeburg und beendete seine Karriere als Fotograf.

## Trivia
Lange diente zu seiner Zeit in der Infanteriekompanie der Kopenhagener Bürgergarde. Emil Lange war der Großvater des Widerstandskämpfers Fritz Lange.

## Auszeichnungen

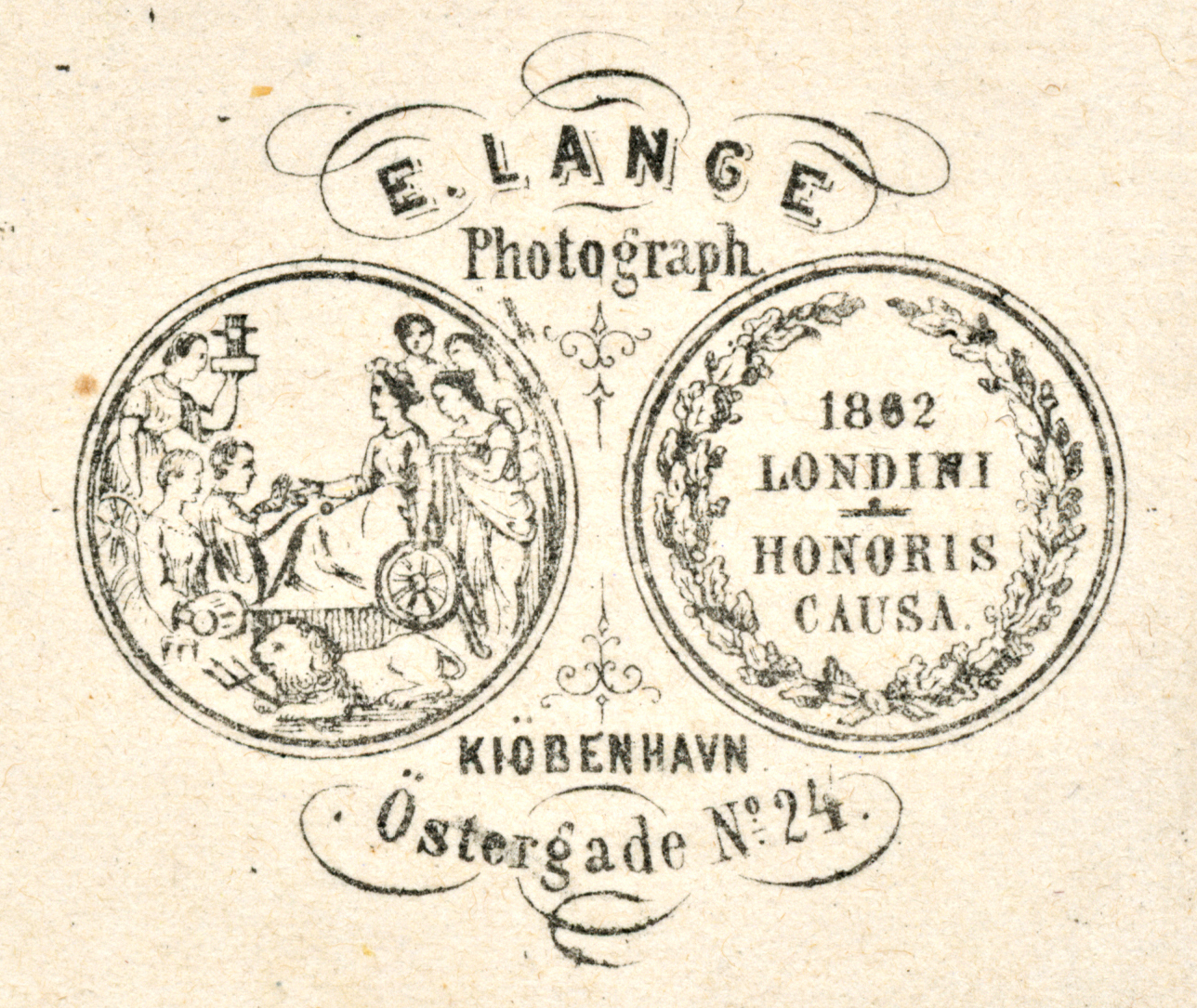
Signet von Emil Lange seit 1862

- „Honourable Mention“, Weltausstellung London 1862